# Burgerwelzijn

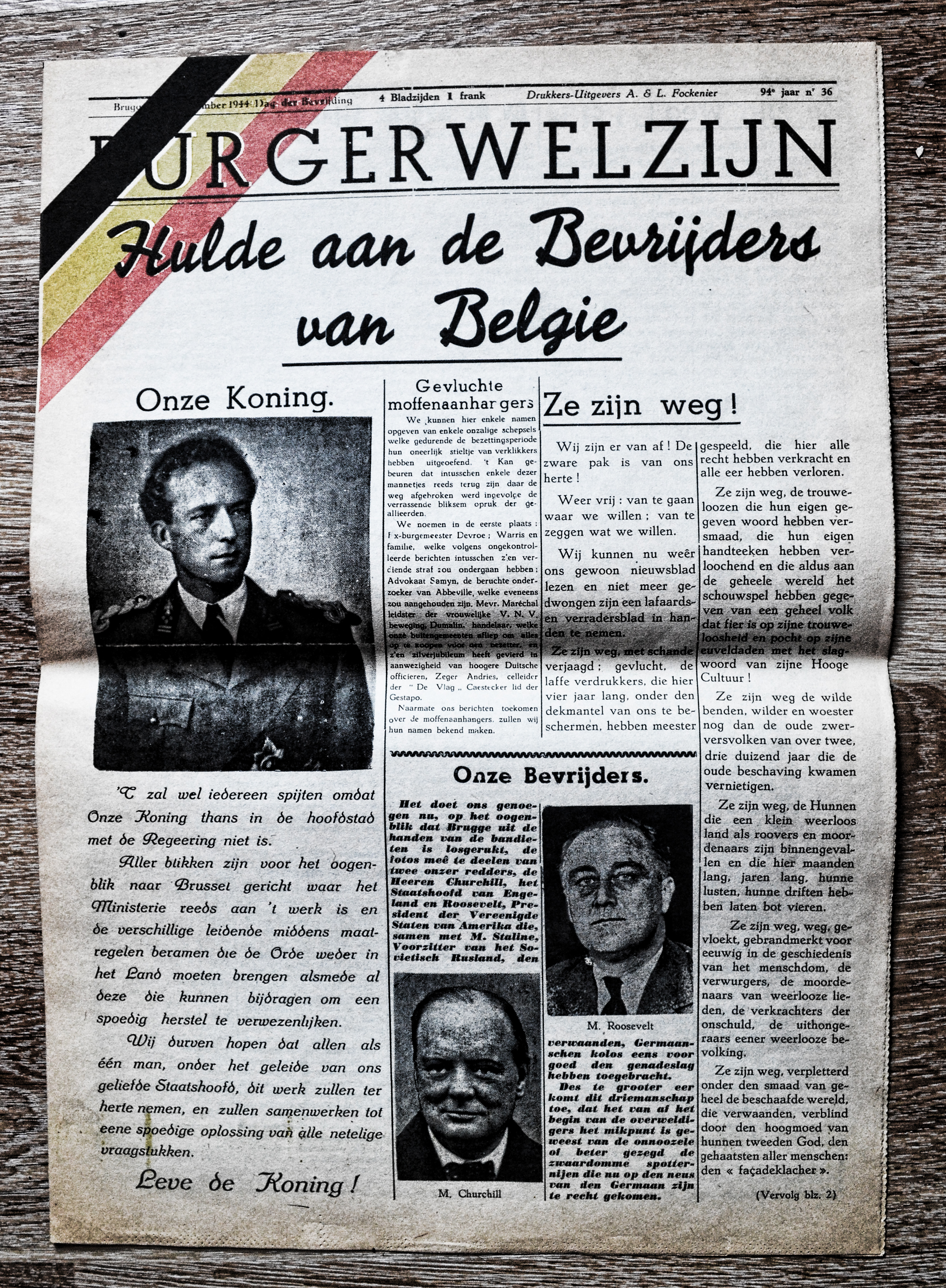
Voorpagina van Burgerwelzijn, september 1944

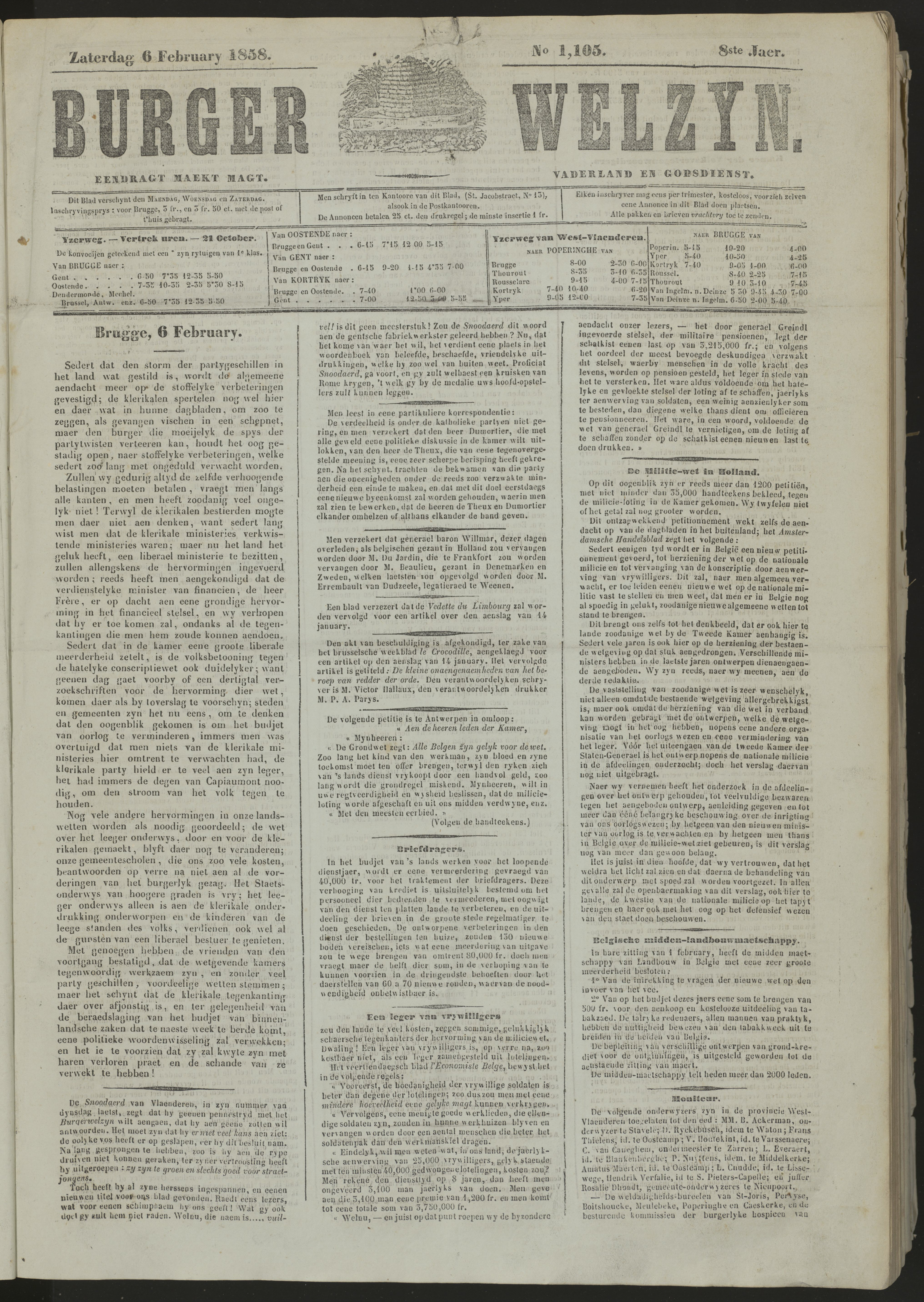
Voorpagina van Burgerwelzijn van 6 februari 1858. Krant bewaard in en gedigitaliseerd door Openbare Bibliotheek Brugge.

Burgerwelzijn is een Brugs weekblad dat werd uitgegeven van 1850 tot 1977.

## Geschiedenis
Het Burgerwelzijn werd gesticht door drukker Jan Fockenier (1818-1909) en redacteur Amand J. Boeteman (1819-1884) en het eerste nummer van het blad verscheen op 21 december 1850. Vanaf december 1861 bleef Jan Fockenier als enige uitgever en dit tot einde 1890, toen hij werd opgevolgd door Aimé Fockenier-Saelens (1862-1933). Verdere leden van de familie Fockenier namen de opvolging, onder meer André Fockenier (1892-1983).
De krant voer aanvankelijk een liberale koers, maar na de terugtrekking van Boeteman werd het een neutraal informatieblad met veel advertenties. Minstens na de Eerste Wereldoorlog werd de krant beschouwd als deel uitmakende van de katholieke pers, zonder aan de katholieke partij te zijn gebonden. 
De uitgever ging in op het voorstel van de bezetter om na mei 1940 de krant verder uit te geven, maar werd na vier nummers door deze zelfde bezetter geschorst, zodat ze zonder problemen weer tevoorschijn kwam na de Bevrijding. De krant kende toen goede verkoopcijfers, gelet op de afwezigheid van zijn voornaamste concurrent, het Brugsch Handelsblad. Vanaf 1948 kon deze krant opnieuw verschijnen, zeer ten nadele van de oplagecijfers van het Burgerwelzijn. Als hoofdopsteller fungeerde in de jaren 1950 Walter Baes, die voordien ambtenaar was van de provincie West-Vlaanderen.
In 1962 werden de drukkerij Fockenier en de krant verkocht aan een vennootschap onder de naam Westvlaamse drukkerij en uitgeverij, die door onder meer senator Albert Bogaert werd geleid en van wie de meeste aandeelhouders CVP-mandatarissen waren. Twee vaste medewerkers van het Brugsch Handelsblad, Roger Corty en Joseph Blauwet, die niet tot de CVP behoorden, deden de overstap naar de nieuwe vennootschap en namen de dagelijkse leiding van de krant op zich. De overname werd geen succes en kon de achteruitgang van de oplage niet tegengaan.
In 1968 werd de krant overgenomen door Roularta. Ze bleef nog slechts korte tijd een algemeen informatieblad, om weldra een afdeling te worden van het gratis advertentieblad De Streekkrant. Deze krant verscheen tweemaal per week, eenmaal onder de titel Streekkrant en eenmaal onder de titel Burgerwelzijn. Na enkele jaren werd de titel Burgerwelzijn achterwege gelaten.